# Borís Tókarev
Borís Tókarev   (Nevinnomissk, 16 de maig de 1927 - Moscou, 17 de desembre de 2002) va ser un atleta rus, especialista en curses de velocitat, que va competir sota bandera soviètica durant les dècades de 1940 i 1950.
El 1952 va prendre part en els Jocs Olímpics de Hèlsinki, on disputà dues proves del programa d'atletisme. Formant equip amb Levan Sanadze, Levan Kalyayev i Vladimir Sukharev, guanyà la medalla de plata en els 4x100 metres, mentre en els 100 metres quedà eliminat en semifinals. Quatre anys més tard, als Jocs de Melbourne, tornà a disputar dues proves del programa d'atletisme. Revalidà la medalla de plata en els 4x100 metres, en aquesta ocasió formant equip amb Leonid Bartenev, Yuriy Konovalov i Vladimir Sukharev. En els 200 metres fou cinquè.
En el seu palmarès també destaquen dues medalles de bronze en els 4x100 metres al Campionat d'Europa d'atletisme, el 1954 i 1958. Guanyà una medalla de plata al Festival Mundial de la Joventut i els Estudiants de 1955.
Es proclamà campió de la URSS dels 100 metres el 1955 i 1956 i del relleu 4x100 metres el 1953, 1954 i 1956. El 1955 va aconseguir el rècord nacional dels 100, 200 metres i 4x100 metres.

## Millors marques
- 100 metres llisos. 10.3" (1956)
- 200 metres llisos. 20.9" (1955)[7]